# Mary Seaton
Mary Lon Seaton, coniugata Brush (Virginia, 18 luglio 1956), è un'ex sciatrice alpina statunitense.

## Biografia
Specialista delle prove tecniche, fece parte della nazionale statunitense dal 1975 al 1979; in Coppa del Mondo ottenne il primo piazzamento di rilievo arrivando 6ª nello slalom gigante disputato a Les Gets il 15 gennaio 1976 e tale risultato sarebbe rimasto il migliore della Seaton nel massimo circuito internazionale. Partecipò ai XII Giochi olimpici invernali di Innsbruck 1976, sua unica presenza olimpica (valida anche come Mondiali 1976), classificandosi 17ª nello slalom gigante e 10ª nello slalom speciale; il suo ultimo piazzamento internazionale di rilievo fu il 7º posto ottenuto nello slalom speciale di Coppa del Mondo disputato a Kranjska Gora il 1º febbraio 1977, anche se continuò a gareggiare nel circuito fino al 1979. Madre di Kelly e Lindsay Brusch, a loro volta sciatrici alpine, in seguito al grave incidente occorso a Kelly avviò con la sua famiglia una fondazione per sostenere le vittime di lesioni spinali.

## Palmarès

### Coppa del Mondo
- Miglior piazzamento in classifica generale: 35ª nel 1976 e nel 1977